# Jastrząbek (dopływ Kwisy)
Jastrząbek (niem. Habichtsfloss) – potok górski w południowo-zachodniej Polsce, w woj. dolnośląskim, w Górach Izerskich, prawy dopływ Kwisy, długość 1,9 km, źródła na wysokości ok. 803 m n.p.m., ujście – ok. 562 m n.p.m..

## Opis
Wypływa z południowych zboczy Dłużca, w Grzbiecie Kamienickim Gór Izerskich, poniżej obniżenia pomiędzy Wysoką a Jastrzębcem, zwanego Starym Grzbietem. Płynie stromą dolinką wciętą w zbocze Kamienickiego Grzbietu ku południowi. Uchodzi do Kwisy powyżej Świeradowa.